# Hubuškia

Ḫubuškia, hier unter Nairi-Ländern als Kubuchkia aufgeführt

Ḫubuškia (Hubuschkia, Chubuschkia, Kubuchkia) war ein eisenzeitliches Königreich im östlichen Anatolien oder westlichen Iran.

## Geographie
Ḫubuškia war ein kleineres eisenzeitliches Königreich im Hochland nördlich von Assyrien, entweder im Taurus oder am Nordrand des iranischen Plateaus. Grundsätzlich gibt es zwei Lokalisierungsvorschläge:
- Südöstlich von Musaṣir (Reade, Hulin, Kinnier Wilson)
- Nördlich oder nordwestlich von Musaṣir (Salvini, Muscarella)

Reade siedelt es südöstlich von Musaṣir, südwestlich von Mannai und westlich von Gizilbunda an. Meist wird es im Chaneh-Tal am oberen kleinen Zab, angenommen, südlich des Urmiasees, andere siedeln es am Oberlauf des Großen Zab an, im heutigen Yüksekova oder Hakkâri an.

## Geschichte
Informationen zur Geschichte des Landes sind kaum vorhanden. Nach der Inschrift auf dem Kurkh-Monolith wurde es 858 v. Chr. von Salmanassar III. auf einem Feldzug gegen Arzaškun angegriffen. Nach Unruhen folgte 856 v. Chr. ein erneuter Angriff durch Salmanassar III. (Schwarzer Obelisk). Auf Feldzügen des Generals Dajan-Aššur gegen Mannai wurde es 829 v. Chr. abermals geplündert.
Auch Adad-nīrārī III. unternahm Feldzüge gegen Ḫubuškia, meist im Zusammenhang mit Unternehmungen gegen die Meder. 715 v. Chr. zahlte es Tribut an Sargon, vielleicht war es zu diesem Zeitpunkt aber bereits Teil von Nairi. Der König nahm jedenfalls später an den Feldzügen von Rusa I. teil.

### Sprache
Eigene schriftliche Quellen fehlen. Nach Levine und Salvini sind die Namen der Herrscher von Ḫubuškia Hurritisch. Zadok will einen iranischen Namen erkennen, während er andere als „lokal“ bzw. als kassitischen Titel deutet. Diakonov hält den betreffenden Namen für einen gutäischen Titel.